# Per-Ove Arkevall
Per-Ove Enar "Pära" Arkevall, ursprungligen Andersson, född 11 februari 1937 i Göteborgs Haga församling, Göteborg, död 18 juni 1998 i Askims församling, Göteborg, var en svensk handbollsspelare (landslagsman) och fotbollsspelare.
Arkevall är begravd på Kvibergs kyrkogård i Göteborg.

## Klubbkarriär[4]
Per-Ove Arkevall spelade förutom handboll även fotboll med främsta merit fyra allsvenska matcher för Gais 1959. I handboll representerade han först Gais Handboll och som elitspelare Redbergslids IK och IF Saab. Största klubblagsmeriten var vinsten i Europacupen 1959. Säsongen 1958–1959 var hans debutår i klubben. Redbergslid saknade reservmålvakt och utespelaren Per-Ove Arkevall skulle vid behov ta över som målvakt, men Donald Lindblom klarade sig bra och Arkevall slapp ställa sig i buren. Han spelade sedan i klubben till 1964. Spelåret 1964–1965 saknas han i statistiken och 1965–1966 spelar han för IF Saab i Linköping. Året efter återvänder han till Redbergslid och spelar i klubben till 1973 då han avslutar sin karriär. Sammanlagt spelade han 248 allsvenska matcher i sin karriär.

## Landslagskarriär
Arkevall gjorde debut den 19 maj 1963 i Moskva mot Sovjet i en utomhusmatch, som Sverige förlorade med 11–20. Tre dagar senare spelades en retur i Moskva med svensk seger 14–13 där Arkevall gjorde sitt första landslagsmål. Dessa två landskamper blev Arkevalls enda utomhus. Han spelade sedan 34 innelandskamper 1963 till 1969 och gjorde 27 mål i landslaget. Största framgången i landskampskarriären var VM-silver 1964 i Tjeckoslovakien. Arkevall spelade 4 matcher i VM och gjorde 2 mål, så han var komplementspelare. Han spelade inte i VM-finalen mot Rumänien. Efter 1966 var det ett tre år långt uppehåll i landslagsspel men 1969 gjorde Arkevall sina fyra sista landskamper, den sista den 30 oktober 1969 mot Ungern i Göteborg, som slutade med svensk förlust 10–16.